# Kniazikowce
Kniazikowce (biał. Князікоўцы, ros. Князюковцы) – przystanek kolejowy w miejscowości Wielkie Kniazikowce, w rejonie iwiejskim, w obwodzie grodzieńskim, na Białorusi.